# 張友仁
張友仁（1876年—1974年），名勝初，字友仁，以字行，廣東惠陽人（ 也有意見認為是博羅縣人氏 ）

## 生平
十八歲入博羅縣學，二十歲為補取官員而拔取作為貢生，晚清廢科舉，考入兩廣師範學堂。
宣統三年加入同盟會，在惠博一帶運動新軍起義。
民國五年（1916年），參加討伐龍濟光的戰役。後歷任廣東海豐、福建龙溪縣長，有政聲，尤重教育，在龍溪開辦小學三百餘所。
民國九年（1920年），隨粵軍回粵，任廣東省公路東路分處處長，銳意發展交通。採用以工代賬辦法辦法築惠平公路（今324国道惠城—惠东县路段），為兩粵有公路之始。
先後開築广汕公路、惠博、河川、惠紫等五公路及縣道千餘里。復以民辦方式：出田、出力、捐薪作為股份。創辦惠樟公路。
日寇侵粵時期，惠州受禍最烈，戰後友仁急籌賬濟，並設班教養難童，造福桑梓，時譽日隆。
1949年，任全國政協委員，中國致公黨選為中央執行委員。在粵任廣東省文史研究館副館長，從事三元里人民抗英史亦之研究，更致力於春秋分析。惜因文革衝擊，未能成書。
1974年9月，病逝于廣州，得年98岁。
友仁淡泊名利，剛直不阿，生平喜讀春秋，尤好禮運大同篇。

## 文學成就
遺著有三元里抗英歷史考、三元里抗英史科訂、三元里抗英四個問題、惠州西湖志、荔園詩存、扶藜集。重修惠陽縣志及博羅縣志。
1. 廣東文徵續編